# Marc Voinchet
Marc Voinchet, né à Toulouse le 9 décembre 1965, est un producteur et animateur radio français. Il travaille sur France Culture depuis 1992. De 2009 à 2015, il est producteur et animateur des Matins de France Culture. À la rentrée 2015 il devient directeur de la radio France Musique.

## Biographie

### Jeunesse
Marc Voinchet est né à Toulouse le 9 décembre 1965. Fils unique, il fait ses études de lettres puis se tourne vers la radio en commençant par Radio France Toulouse.

### Carrière au sein de France Culture
En 1991 il est repéré par Jean Lebrun et travaille à ses côtés, d'abord comme stagiaire, pour l'émission Culture Matin. Par la suite il produit deux émissions de France Culture : Personne n'est parfait en 1999, Tout arrive en 2002. Il est nommé conseiller des programmes en 2005 puis directeur adjoint chargé des programmes de France Musique en 2007.
De 2009 à 2015 il occupe le poste de producteur et d'animateur des Matins de France Culture, puis, depuis 2015, le poste de directeur de la chaine France Musique.

### Producteur desMatins de France Culture
De 2009 à 2015, Marc Voinchet anime la radio France Culture pour la tranche horaire de 6 h 30 à 9 h du matin, du lundi au vendredi. Il anime notamment la première et la seconde partie des débats avec l'invité des Matins de France Culture.

### Directeur de la chaîneFrance Musique
Le 10 juillet 2015, Mathieu Gallet annonce sa nomination au poste de directeur de la chaîne France Musique en remplacement de Marie-Pierre de Surville à partir de septembre 2015.

## Dans la culture populaire
Marc Voinchet est l'un des personnages du roman Au pays du p’tit de Nicolas Fargues, en tant qu'animateur des Matins de France Culture.